# Nyctemera bougainvillensis
Nyctemera bougainvillensis là một loài bướm đêm thuộc phân họ Arctiinae, họ Erebidae.